# Pristomyrmex trispinosus
Pristomyrmex trispinosus är en myrart som först beskrevs av Horace Donisthorpe 1946.  Pristomyrmex trispinosus ingår i släktet Pristomyrmex och familjen myror. Inga underarter finns listade i Catalogue of Life.

## Bildgalleri

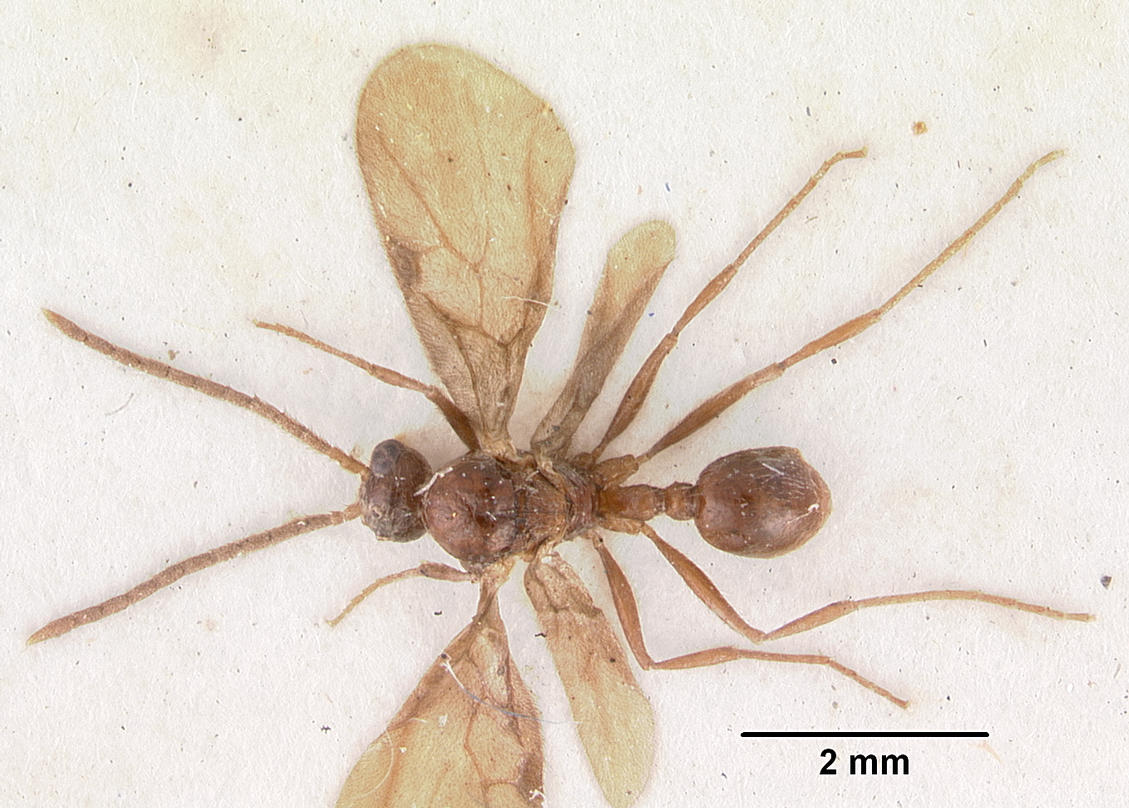
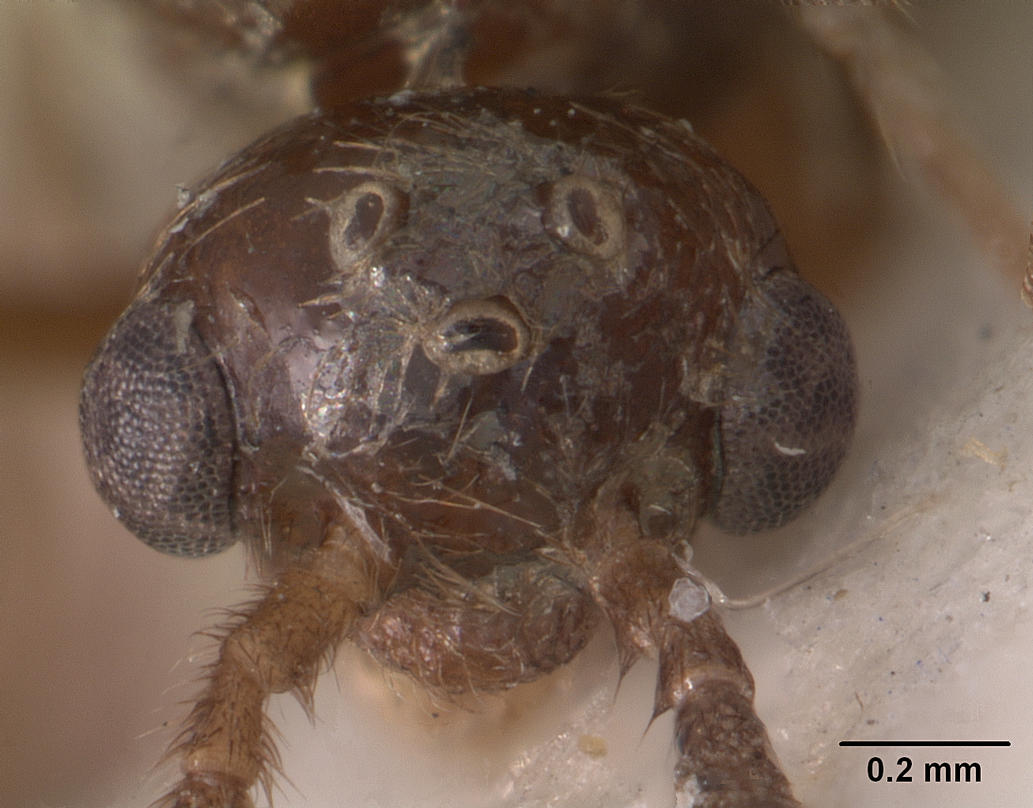
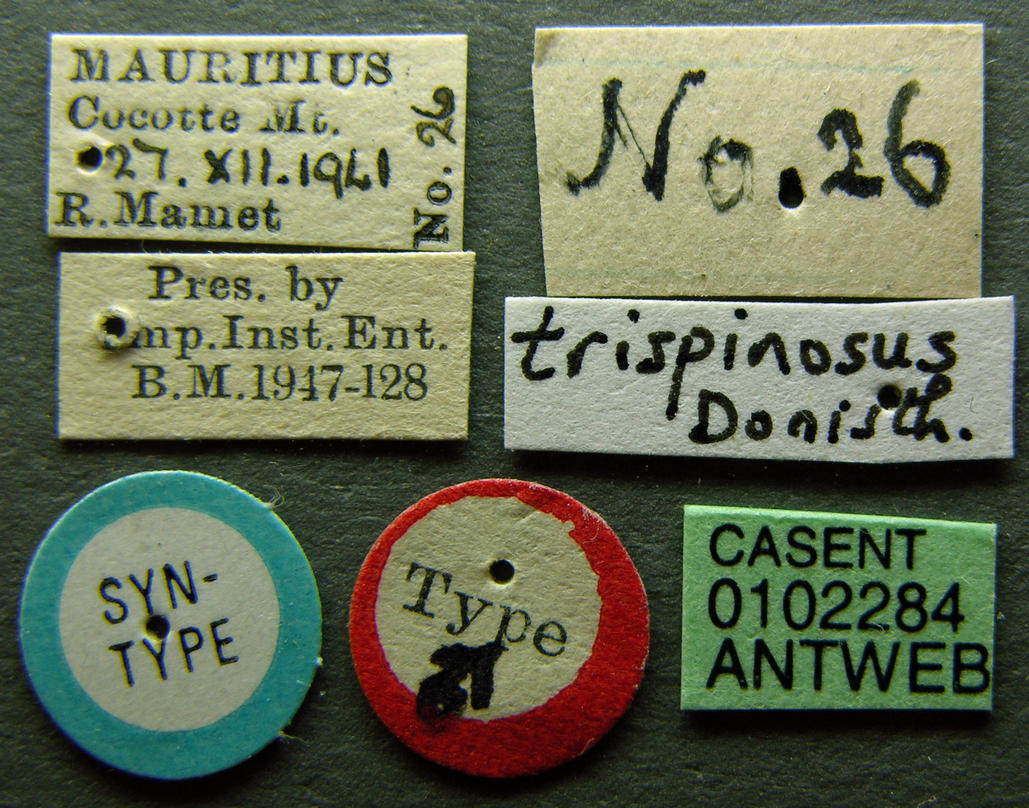
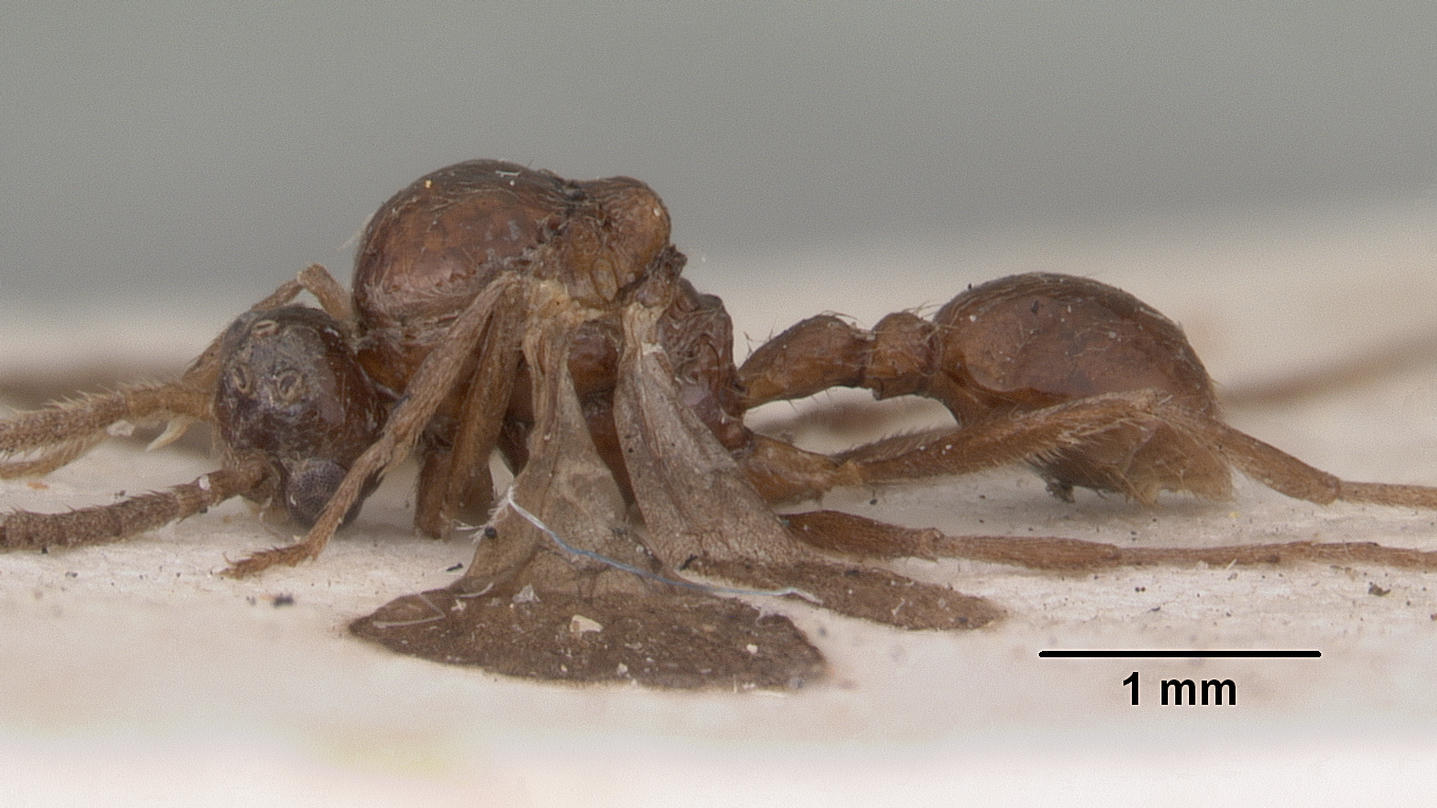
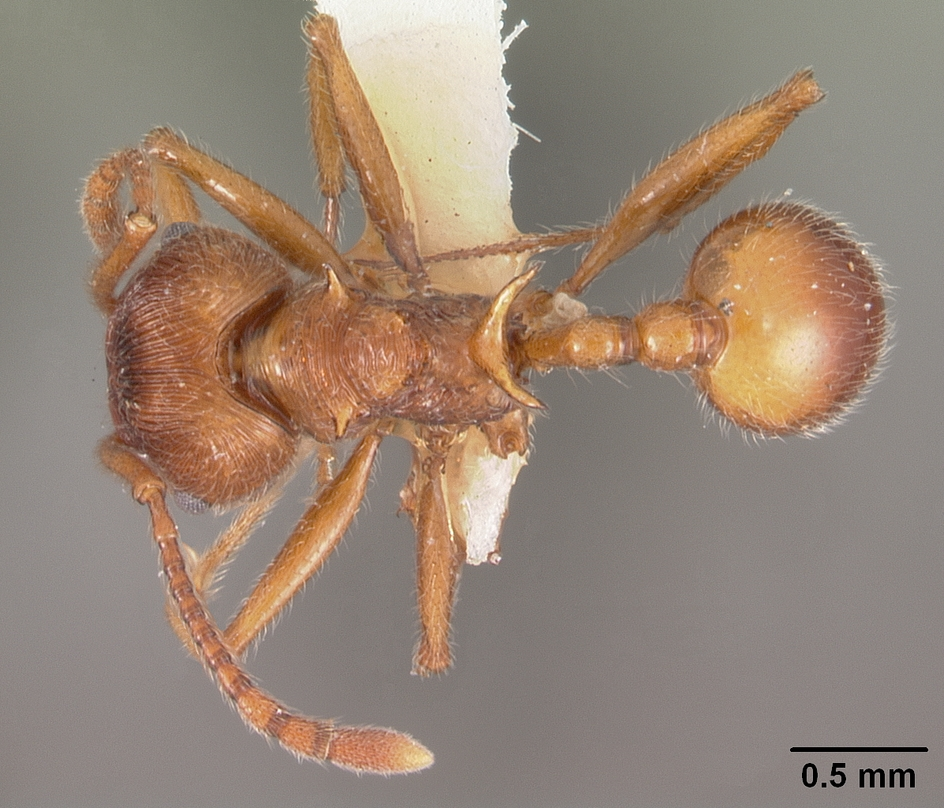
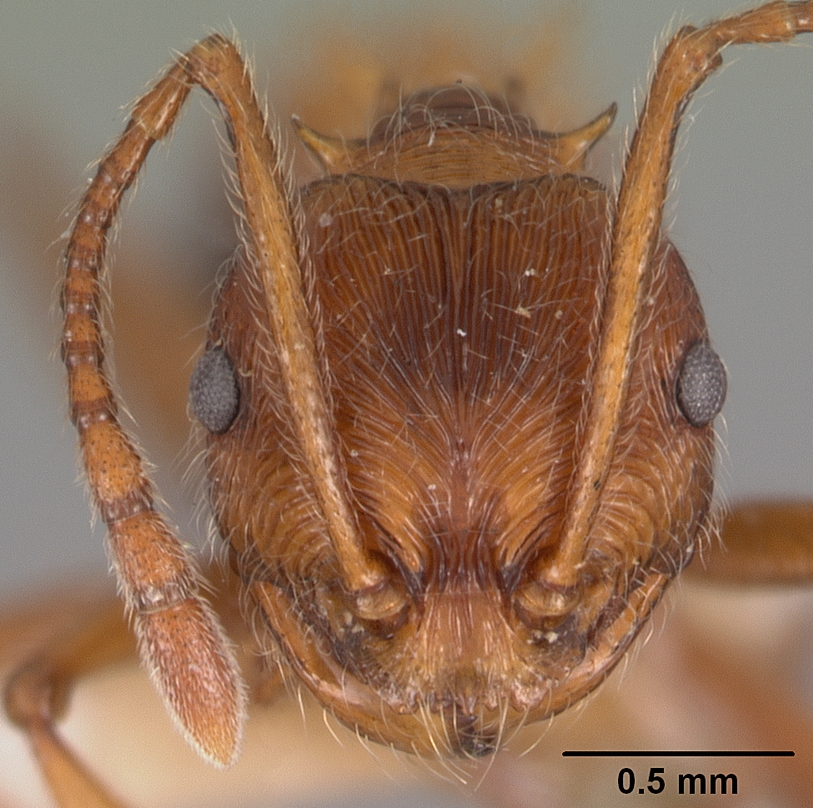